# Efrén Mera
Efrén Alexander Mera Moreira (Manta, Ecuador; 23 de junio de 1985) es un exfutbolista y entrenador ecuatoriano. Jugaba de centrocampista y actualmente entrena al Manta Fútbol Club de la Serie A de Ecuador.

## Trayectoria

### Manta
Llegó al Manta Fútbol Club luego de formar parte de las divisiones inferiores de la fusión de dos instituciones LDC-Manta y Green Gross. En el año 2000 fue ganador de copas internacionales en Perú, Venezuela y campeonatos Nacionales; de allí el Manta Fútbol Club inició su participación en la Segunda Categoría del Fútbol Ecuatoriano y debutó profesionalmente con 16 años de edad.
En el Manta jugó las temporadas 2001, 2002, 2003 y 2004 todas ellas completas. Para la temporada 2005 jugó solo la primera etapa del Campeonato Ecuatoriano cuando el Manta jugaba en la Serie B.

### Liga de Loja
En la segunda etapa del 2005 fichó por Liga de Loja que jugaba en la Serie A, pero no tuvo muchas oportunidades, jugando solo 13 partidos y solo estuvo hasta el final de la temporada.

### Regreso al Manta y breve paso por el Emelec
En el 2006 regresó al Manta Fútbol Club donde estuvo hasta 2011 y donde realizó buenas actuaciones, siendo figura y algunas veces capitán del equipo. 
En el 2012 tuvo un breve paso por el Club Sport Emelec.
En 2014 nuevamente volvió al Manta con Juan Manuel Llop como director técnico, donde jugó 13 partidos y marcó un gol frante a su exequipo Emelec.
En 2023 regresó nuevamente al club, para disputar la Serie B de Ecuador.

### Universidad Católica
En el 2015 juega para la Universidad Católica, marcando con la camiseta del equipo camarata goles en partidos importantes de los cuales se destaca un gol de tiro libre marcado al Barcelona en el triunfo 1-3 por el Campeonato Ecuatoriano.

### Delfín
En 2016 ficha por el Delfín Sporting Club.

### Independiente del Valle
En 2017 pasa a jugar al Independiente del Valle; participando con el equipo de Sangolquí en la Copa Libertadores 2017 y Copa Libertadores 2018 llegando en ambos torneos a primera fase y en la Copa Sudamericana 2019 dónde se coronó campeón siendo este su primer título internacional.

## Estadísticas

### Clubes
Actualizado al último partido disputado el 4 de octubre de 2023.
| Club                              | Temporada     | Liga  | Liga  | Copas nacionales | Copas nacionales | Copas internacionales | Copas internacionales | Total | Total |
| Club                              | Temporada     | Part. | Goles | Part.            | Goles            | Part.                 | Goles                 | Part. | Goles |
| --------------------------------- | ------------- | ----- | ----- | ---------------- | ---------------- | --------------------- | --------------------- | ----- | ----- |
| Manta F. C. · Ecuador             | 2000          | 12    | 3     | -                | -                | -                     | -                     | 12    | 3     |
| Manta F. C. · Ecuador             | 2001          | 19    | 20    | -                | -                | -                     | -                     | 19    | 20    |
| Manta F. C. · Ecuador             | 2002          | 23    | 4     | -                | -                | -                     | -                     | 23    | 4     |
| Manta F. C. · Ecuador             | 2003          | 31    | 1     | -                | -                | -                     | -                     | 31    | 1     |
| Manta F. C. · Ecuador             | 2004          | 32    | 6     | -                | -                | -                     | -                     | 32    | 6     |
| Manta F. C. · Ecuador             | 2005          | 29    | 3     | -                | -                | -                     | -                     | 29    | 3     |
| Liga de Loja · Ecuador            | 2005          | 13    | 3     | -                | -                | -                     | -                     | 13    | 3     |
| Liga de Loja · Ecuador            | Total club    | 13    | 3     | -                | -                | -                     | -                     | 13    | 3     |
| Manta F. C. · Ecuador             | 2006          | 26    | 6     | -                | -                | -                     | -                     | 26    | 6     |
| Manta F. C. · Ecuador             | 2007          | 22    | 5     | -                | -                | -                     | -                     | 22    | 5     |
| Manta F. C. · Ecuador             | 2008          | 30    | 3     | -                | -                | -                     | -                     | 30    | 3     |
| Manta F. C. · Ecuador             | 2009          | 24    | 1     | -                | -                | -                     | -                     | 24    | 1     |
| Manta F. C. · Ecuador             | 2010          | 23    | 4     | -                | -                | -                     | -                     | 23    | 4     |
| Manta F. C. · Ecuador             | 2011          | 35    | 5     | -                | -                | -                     | -                     | 35    | 5     |
| Emelec · Ecuador                  | 2012          | 22    | 2     | -                | -                | 4                     | 1                     | 26    | 3     |
| Emelec · Ecuador                  | Total club    | 22    | 2     | -                | -                | 4                     | 1                     | 26    | 3     |
| Manta F. C. · Ecuador             | 2013          | 41    | 1     | -                | -                | -                     | -                     | 41    | 1     |
| Manta F. C. · Ecuador             | 2014          | 41    | 4     | -                | -                | -                     | -                     | 41    | 4     |
| Universidad Católica · Ecuador    | 2015          | 30    | 4     | -                | -                | 2                     | 0                     | 32    | 4     |
| Universidad Católica · Ecuador    | Total club    | 30    | 4     | -                | -                | 2                     | 0                     | 32    | 4     |
| Delfín S. C. · Ecuador            | 2016          | 41    | 3     | -                | -                | -                     | -                     | 41    | 3     |
| Delfín S. C. · Ecuador            | Total club    | 41    | 3     | -                | -                | -                     | -                     | 41    | 3     |
| Independiente del Valle · Ecuador | 2017          | 42    | 6     | -                | -                | 4                     | 0                     | 46    | 6     |
| Independiente del Valle · Ecuador | 2018          | 31    | 10    | -                | -                | 1                     | 0                     | 32    | 10    |
| Independiente del Valle · Ecuador | 2019          | 27    | 6     | 0                | 0                | 10                    | 0                     | 37    | 6     |
| Independiente del Valle · Ecuador | 2020          | 19    | 3     | 0                | 0                | 6                     | 0                     | 25    | 3     |
| Independiente del Valle · Ecuador | 2021          | 11    | 1     | 1                | 0                | 7                     | 0                     | 19    | 1     |
| Independiente del Valle · Ecuador | Total club    | 130   | 26    | 1                | 0                | 28                    | 0                     | 159   | 26    |
| Deportivo Cuenca · Ecuador        | 2022          | 17    | 1     | 1                | 0                | -                     | -                     | 18    | 1     |
| Deportivo Cuenca · Ecuador        | Total club    | 17    | 1     | 1                | 0                | -                     | -                     | 18    | 1     |
| Manta F. C. · Ecuador             | 2023          | 32    | 1     | 0                | 0                | -                     | -                     | 32    | 1     |
| Manta F. C. · Ecuador             | Total club    | 420   | 67    | 0                | 0                | 0                     | 0                     | 420   | 67    |
| Total carrera                     | Total carrera | 673   | 106   | 2                | 0                | 34                    | 1                     | 709   | 107   |
| 1. 2.                             |               |       |       |                  |                  |                       |                       |       |       |

### Participaciones internacionales
| Torneo                   | Club                    | Resultado    |
| ------------------------ | ----------------------- | ------------ |
| Copa Libertadores 2017   | Independiente del Valle | Segunda fase |
| Copa Libertadores 2018   | Independiente del Valle | Segunda fase |
| Copa Sudamericana 2019   | Independiente del Valle | Campeón      |
| Recopa Sudamericana 2020 | Independiente del Valle | Subcampeón   |

## Palmarés

### Campeonatos nacionales
| Título             | Club                    | Año  |
| ------------------ | ----------------------- | ---- |
| Serie B de Ecuador | Manta F. C.             | 2008 |
| Serie A de Ecuador | Independiente del Valle | 2021 |

### Campeonatos internacionales
| Título            | Club                    | Año  |
| ----------------- | ----------------------- | ---- |
| Copa Sudamericana | Independiente del Valle | 2019 |